# Società Polisportiva Ars et Labor 1950-1951
Questa voce raccoglie le informazioni riguardanti la Società Polisportiva Ars et Labor nelle competizioni ufficiali della stagione 1950-1951.

## Stagione
La SPAL di Paolo Mazza e Antonio Janni scrive in questa stagione 1950-1951 una delle più belle pagine della propria storia. Facendo tesoro dei passi falsi dell'annata scorsa, capitan Giovanni Emiliani e compagni vincono il campionato cadetto accedendo per la prima volta alla Serie A a girone unico, assieme al Legnano secondo a quattro lunghezze dai biancazzurri e staccando le terze classificate Modena e Livorno di 11 punti.
L'attacco viene ancora una volta stravolto, con le economicamente fruttifere cessioni di Domenico De Vito e Giovanni Ciccarelli alla Triestina. Arrivano Alberto Fontanesi che metterà a segno 16 reti ed il danese Niels Bennike che ne conterà 15. 
Rispetto alla passata stagione, è una SPAL che segna meno gol ma che ne subisce molti di meno. Dopo una partenza difficile, con tre sconfitte nelle prime quattro giornate, la squadra ha una reazione furibonda che porterà a ottenere ben 20 risultati utili consecutivi: nessuna delle avversarie riesce a reggere il passo dei ferraresi, che fanno il vuoto alle loro spalle. Lo stadio Comunale è un fortino inespugnabile: soltanto Fanfulla, Modena e Spezia riescono a strappare il pareggio agli estensi, che chiudono al primo posto con 58 punti.

## Rosa
| N. |                      | Ruolo | Calciatore         |
| -- | -------------------- | ----- | ------------------ |
|    | Danimarca (bandiera) | A     | Niels Bennike      |
|    | Italia (bandiera)    | P     | Renato Bertocchi   |
|    | Italia (bandiera)    | A     | Aldo Biagiotti     |
|    | Italia (bandiera)    | P     | Aldo Brambati      |
|    | Italia (bandiera)    | D     | Alessandro Carlini |
|    | Italia (bandiera)    | A     | Goffredo Colombi   |
|    | Italia (bandiera)    | A     | Renato Dini        |
|    | Italia (bandiera)    | C     | Giovanni Emiliani  |
|    | Italia (bandiera)    | A     | Alberto Fontanesi  |
|    | Italia (bandiera)    | A     | Mario Ghinazzi     |

| N. |                   | Ruolo | Calciatore        |
| -- | ----------------- | ----- | ----------------- |
|    | Italia (bandiera) | D     | Bruno Giombetti   |
|    | Italia (bandiera) | D     | Raffaele Guaita   |
|    | Italia (bandiera) | C     | Giuseppe Macchi   |
|    | Italia (bandiera) | C     | Fulvio Nesti      |
|    | Italia (bandiera) | D     | Plinio Patuelli   |
|    | Italia (bandiera) | A     | Enzo Rosignoli    |
|    | Italia (bandiera) | C     | Giorgio Schiavon  |
|    | Italia (bandiera) | A     | Luciano Mariani   |
|    | Italia (bandiera) | A     | Silvano Trevisani |

## Risultati

### Serie B

#### Girone di andata[1]
| Arbitro: | Rigato (Mestre) |

|                             |           |  |
| Scagliarini 74’ Dal Bon 82’ | Marcatori |  |

| Arbitro: | Matucci (Seregno) |

|          |           |  |
| Dini 66’ | Marcatori |  |

| Arbitro: | Righi (Milano) |

|          |           |  |
| Loni 56’ | Marcatori |  |

| Arbitro: | Corallo (Lecce) |

|                                                                    |           |                      |
| Santamato 10’, 65’ Danova 67’ (rig.) Castellan 75’ Pirovano II 83’ | Marcatori | 22’ Bennike 53’ Dini |

| Arbitro: | Bernasconi (Firenze) |

|                         |           |         |
| Colombi 58’ Bennike 85’ | Marcatori | 8’ Zian |

| Arbitro: | Tibaldi (Savona) |

|                          |           |                                    |
| Busnelli 43’, 57’ (rig.) | Marcatori | 20’ Trevisani 34’ Dini 68’ Bennike |

| Arbitro: | Rigato (Mestre) |

|                                    |           |                   |
| Fontanesi I 80’ Colombi 84’ (rig.) | Marcatori | 43’ (aut.) Guaita |

| Arbitro: | Cartei (Firenze) |

|              |           |                      |
| Mannocci 74’ | Marcatori | 63’ Dini 66’ Colombi |

| Arbitro: | Cicardi (Lecco) |

|                           |           |                      |
| Bennike 22’ Trevisani 39’ | Marcatori | 41’ (rig.) Quaresima |

| Arbitro: | Orlandini (Roma) |

|                 |           |             |
| Tóth 81’ (rig.) | Marcatori | 68’ Bennike |

| Arbitro: | Picasso (Milano) |

|                             |           |              |
| Fontanesi I 63’ Colombi 76’ | Marcatori | 74’ Canonico |

| Arbitro: | Occhinegro (Taranto) |

|                                    |           |  |
| Trevisani 15’ Fontanesi I 72’, 81’ | Marcatori |  |

| Arbitro: | Buratti (Milano) |

|              |           |              |
| Cavaleri 49’ | Marcatori | 6’ Trevisani |

| Arbitro: | Massai (Pisa) |

|             |           |                                               |
| Gavazzi 85’ | Marcatori | 2’, 10’ Fontanesi I 43’ Colombi 52’ Biagiotti |

| Arbitro: | Corallo (Lecce) |

|                                  |           |  |
| Rosignoli 12’, 20’ Trevisani 52’ | Marcatori |  |

| Arbitro: | Buratti (Milano) |

|                         |           |                                  |
| Milani 27’ Tavellin 50’ | Marcatori | 44’, 85’ Fontanesi I 49’ Bennike |

| Arbitro: | Gemini (Roma) |

|               |           |                               |
| Puricelli 29’ | Marcatori | 64’ Fontanesi I 68’ Trevisani |

| Arbitro: | Cartei (Firenze) |

|  |           |                           |
|  | Marcatori | 55’ Bennike 69’, 89’ Dini |

| Arbitro: | Pieri (Trieste) |

|                           |           |               |
| Trevisani 26’ Bennike 57’ | Marcatori | 31’ Bertoloni |

| Arbitro: | Casati (Varese) |

|                           |           |                 |
| Dini 48’, 53’ Bennike 88’ | Marcatori | 7’ (rig.) Voogt |

#### Girone di ritorno[2]
| Arbitro: | Gemini (Roma) |

|                              |           |  |
| Bennike 18’, 81’ Colombi 67’ | Marcatori |  |

| Arbitro: | Dattilo (Roma) |

|           |           |                                           |
| Conti 52’ | Marcatori | 15’ Carlini 24’ Dini 62’, 82’ Fontanesi I |

| Arbitro: | Caputi (Molfetta) |

|                                          |           |  |
| Trevisani 4’ Bennike 80’ Fontanesi I 83’ | Marcatori |  |

| Arbitro: | Jonni (Macerata) |

|                                       |           |  |
| Colombi 2’, 29’ Trevisani 8’ Dini 89’ | Marcatori |  |

| Arbitro: | Matucci (Seregno) |

|                   |           |  |
| Persi 8’ Zian 54’ | Marcatori |  |

| Arbitro: | Occhinegro (Taranto) |

|                             |           |                        |
| Trevisani 32’ Rosignoli 68’ | Marcatori | 6’ Marzani 21’ Cabrini |

| Brescia 18 marzo 1951 28ª giornata | Brescia          | 0 – 0 | SPAL | Stadium di Viale Piave\| Arbitro: \| Cartei (Firenze) \| |
| Arbitro:                           | Cartei (Firenze) |       |      |                                                          |

| Arbitro: | Parpaiola (Padova) |

|                                                         |           |            |
| Rosignoli 6’ Trevisani 41’ Fontanesi I 68’ Emiliani 87’ | Marcatori | 61’ Marchi |

| Arbitro: | Valsecchi (Milano) |

|                         |           |  |
| Gualtieri 35’, 51’, 63’ | Marcatori |  |

| Ferrara 8 aprile 1951 31ª giornata | SPAL             | 0 – 0 | Modena | Stadio Comunale\| Arbitro: \| Silvano (Torino) \| |
| Arbitro:                           | Silvano (Torino) |       |        |                                                   |

| Bari 15 aprile 1951 32ª giornata | Bari             | 0 – 0 | SPAL | Stadio della Vittoria\| Arbitro: \| Cartei (Firenze) \| |
| Arbitro:                         | Cartei (Firenze) |       |      |                                                         |

| Arbitro: | Liverani (Torino) |

|  |           |                 |
|  | Marcatori | 24’ Fontanesi I |

| Arbitro: | Bertolio (Torino) |

|                    |           |  |
| Trevisani 68’, 90’ | Marcatori |  |

| Arbitro: | Bergomi (Milano) |

|                                       |           |  |
| Bennike 18’, 71’, 75’ Fontanesi I 25’ | Marcatori |  |

| Arbitro: | Gamba (Napoli) |

|            |           |                                      |
| Ivaldi 37’ | Marcatori | 40’ (rig.) Colombi 75’ (aut.) Ivaldi |

| Arbitro: | Marangio (Roma) |

|                               |           |  |
| Biagiotti 24’ Fontanesi I 52’ | Marcatori |  |

| Arbitro: | Dattilo (Roma) |

|            |           |  |
| Bertoni 5’ | Marcatori |  |

| Arbitro: | Gemini (Roma) |

|          |           |           |
| Dini 71’ | Marcatori | 17’ Fiumi |

| Arbitro: | Bergomi (Milano) |

|                |           |  |
| De Andreis 71’ | Marcatori |  |

| Arbitro: | Corallo (Lecce) |

|                   |           |               |
| Koenig 21’ (rig.) | Marcatori | 79’ Rosignoli |

## Statistiche

### Statistiche di squadra
| Competizione | Punti | In casa | In casa | In casa | In casa | In casa | In casa | In trasferta | In trasferta | In trasferta | In trasferta | In trasferta | In trasferta | Totale | Totale | Totale | Totale | Totale | Totale | DR  |
| Competizione | Punti | G       | V       | N       | P       | Gf      | Gs      | G            | V            | N            | P            | Gf           | Gs           | G      | V      | N      | P      | Gf     | Gs     | DR  |
| ------------ | ----- | ------- | ------- | ------- | ------- | ------- | ------- | ------------ | ------------ | ------------ | ------------ | ------------ | ------------ | ------ | ------ | ------ | ------ | ------ | ------ | --- |
| Serie B      | 58    | 20      | 17      | 3       | 0       | 47      | 11      | 20           | 8            | 5            | 7            | 27           | 26           | 40     | 25     | 8      | 7      | 74     | 37     | +37 |

### Statistiche dei giocatori
| Giocatore    | Serie B  | Serie B |
| Giocatore    | Presenze | Reti    |
| ------------ | -------- | ------- |
| N. Bennike   | 33       | 15      |
| R. Bertocchi | 39       | -36     |
| A. Biagiotti | 24       | 2       |
| A. Brambati  | 1        | -1      |
| A. Carlini   | 38       | 1       |
| G. Colombi   | 37       | 9       |
| R. Dini      | 18       | 11      |
| G. Emiliani  | 29       | 1       |
| A. Fontanesi | 33       | 16      |
| M. Ghinazzi  | 4        | 0       |
| B. Giombetti | 1        | 0       |
| R. Guaita    | 33       | 0       |
| G. Macchi    | 38       | 0       |
| F. Nesti     | 38       | 0       |
| P. Patuelli  | 6        | 0       |
| E. Rosignoli | 14       | 5       |
| G. Schiavon  | 14       | 0       |
| S. Trevisani | 40       | 13      |